# Aramatelqo
Aramatelqo fue rey de Kush (Nubia) en la primera mitad del siglo VI a. C., en el llamado período Napata. Otras grafías de su nombre son: Aramatle-qo, Aramatleqo, Aramatelka, Amtalqa.

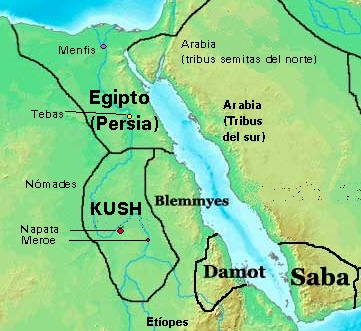
Mapa de Kush, s. VI-V a. C.

## Biografía
Fue hijo del rey Aspelta y su segunda esposa Henuttajebit (Henut-takhebit), probablemente hermana o hermanastra de su padre (hermana del rey Anlamani, hermanastro de Aspelta. 

Mapa de Napata.

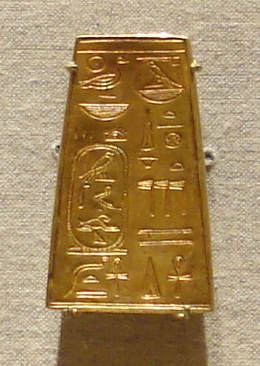
Collar de oro, con el cartucho de Aramatelqo (Brooklyn Museum)
Descripción: Al frente: "Hijo de Ra, Señor de las dos coronas, Aramatelqo, sempiterno; Amado de Hathor, Señora de Dendera, Maestra de dioses, que pueda darle vida." Atrás: "Rey del Alto y Bajo Egipto, Señor de las dos tierras, Uadykara, sempiterno; Amado de Ra-Horajti, el Gran Dios, Señor del cielo, que pueda darle vida."

Tomó el nombre real de Uadykara ("Próspero es el espíritu de Ra"). No se conoce el nombre de Horus, lo que es habitual en este período.
Su primera esposa fue Akheqa, con quien habría tenido un hijo, Yesruamen. 
La esposa fue Amanitakaye con quien engendró a Malenaqen y la tercera Atmataka (Atamataka) con quien también habría tenido un hijo, Khaletali. Tuvo aún dos esposas más, Maletase (Malotasen) y Piye-her (Pianjher o Ankher) de las que no se registra descendencia, al menos masculina.
Su reinado, seguramente desempeñado desde Meroe y Napata fue seguramente pacífico y próspero: en Egipto había ya empezado el largo reinado de Amasis (570-526  a. C.) quién restablecería las relaciones políticas y comerciales con Kush.
Se conserva una estatua de granito de Amtalqa en la explanada del templo de Amón en Napata. El rey se encuentra sentado, vestido para el Heb Sed festividad sed. En la inscripción de la base de la estatua el rey es llamado "Amado de Amón-Ra Horajti". De esta manera se asocia la imagen del Rey con esa advocación de Amón del Templo de Ramsés II en Karnak, la que recibía también el calificativo de "quien escucha peticiones". Esto muestra claramente al rey no solo como devoto o implorante del favor del dios, sino como verdadero intermediario entre Amón y el pueblo llano.
A diferencia de las estatuas de sus predecesores que se encuentran en el templo, que miden entre 4,18 y 1,47 metros de altura, la de Amtalqa es pequeña, de solo 75 cm, y es de hecho el último de los reyes de Kush en mantener esa tradición. El estilo de la estatua, pese al restablecimiento de los contactos, no está influenciado por el arte egipcio contemporáneo. 
Según la mayor parte de la historiografía Amtalqa reinó entre el 568 y el 555 a. C., y a su muerte lo sucedió en el trono su hijo Malenaqen. Según otras corrientes, Amtalqa habría reinado hasta el 560 y lo habría sucedido su primogénito Yesruamani, hijo de su primera esposa Akheqa, y solo a su muerte en el 555 habría asumido Malenaquen. La transmisión del trono entre hermanos era regla en Kush, y solo a la muerte de todos pasaba a la siguiente generación.
Fue enterrado en la necrópolis de Nuri. Su pirámide es la clasificada como N.º 9. Todas sus reinas fueron también inhumadas en la necrópolis de Nuri, en sus propias pirámides. Su primera mujer, Akheqa, fue enterrada en la pirámide N° 38. La segunda, Amanitakaye, en la pirámide N° 26. Atmataka fue enterrada en la pirámide N° 55, Maletase en la 39 y la última, Piye-her, en la 57.

### Imágenes
- Hombres jugando senet, relieve en arenisca (capilla de la pirámide de Amtalqa), Museo of Fine Arts, Boston (enlace roto disponible en Internet Archive; véase el historial, la primera versión y la última).Ver senet
- Cartucho de oro, Museo of Fine Arts, Boston (enlace roto disponible en Internet Archive; véase el historial, la primera versión y la última).
- Tablillas votivas, cartuchos, cerámica, Museo of Fine Arts, Boston (enlace roto disponible en Internet Archive; véase el historial, la primera versión y la última).
- Ojo "Wedjat" con el nombre del Rey

| Predecesor: (Período Napata) - Aspelta | Rey de Kush Período Napata | Sucesor: Malenaqen - (Período Napata) |

- Datos: Q625711
- Multimedia: Aramatle-qo / Q625711